# Gynoplistia hera
Gynoplistia hera är en tvåvingeart som beskrevs av Alexander 1959. Gynoplistia hera ingår i släktet Gynoplistia och familjen småharkrankar. Inga underarter finns listade i Catalogue of Life.